# Jenisbek Piyazov

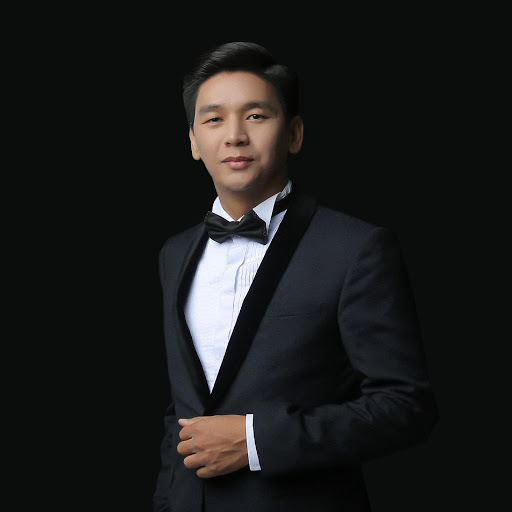
Jenisbek Piyazov

Jenisbek Burkitovich Piyazov (Schenisbek Burkitowitsch Pijasow russisch Женисбек Буркитович Пиязов, wiss. Transliteration Ženisbek Burkitovič Pijazov, geb. 9. Mai 1988, in Nukus, Karakalpakistan) ist ein usbekischer und karakalpakischer Opernsänger (Bass).

## Leben
Jenisbek Piyazov absolvierte 2007 das Nukus College für Kultur und Kunst. Im selben Jahr wurde er beim republikanischen Wettbewerb „Junge Oper“ mit einem Diplom des 1. Grades ausgezeichnet und wurde im Fach „Singen“ am usbekischen Staatskonservatorium aufgenommen. Im Jahr 2007 wurde er für seine starke Stimme und sein Talent für Oper mit dem „Nihola“ -Preis ausgezeichnet. Im Jahr 2009 wurde er Sänger am Navoi-Theater.
Im Jahr 2010 nahm er an einer Meisterklasse unter Leitung des Opernmeisters Dmitriy Vdovin und des Dirigenten Juri Baschmet in Minsk, Belarus, teil. Er wurde mit dem Publikumspreis im Konzertprogramm mit Kunstmeistern und jungen Künstlern der Republik mit der Staatlichen Ehrenmedaille ausgezeichnet, die durch den Rat der Staats- und Regierungschefs der Shanghaier Organisation für Zusammenarbeit (Шанхайской организации сотрудничества, Schanchaiskoi organisazii sotrudnitschestwa) verliehen wurde.
Im Jahr 2011 absolvierte er das Staatliche Konservatorium Usbekistans im Fach „Akademischer Sänger“. In den Jahren 2011–2012 wurde er zum Internationalen Gut-Immling-Opernfestival in München eingeladen. Er ist auf vielen Bühnen mit internationalen Sängern aufgetreten und ist Lehrer am Staatlichen Konservatorium Usbekistans.
Piyazov ist Gewinner des 1. Preises des republikanischen Sängerwettbewerbs, des XII. internationalen Wettbewerbs „Kasachische Romanciade“ und des XIII. internationalen Wettbewerbs für junge russische Sänger in Moskau sowie Gewinner des Grand Prix des internationalen Gesangswettbewerbs „Muslim Magomaev“ (2012).

## Ehrungen
- Volkskünstler Usbekistans (2021)[7]
- Verdienter Künstler Usbekistans (2014)
- Verdienter Künstler Karakalpakstans (2012)